# Torneo de Marsella
El Torneo de Marsella (oficialmente denominado Open 13 Provence) es un torneo profesional de tenis masculino que se disputa  a mediados de febrero en Marsella (Francia), dentro del calendario masculino en la categoría ATP 250. Se juega sobre pista dura cubierta desde la temporada 1993. Los tenistas que más veces han ganado el torneo son el suizo Marc Rosset, el sueco Thomas Enqvist y el francés Jo-Wilfried Tsonga, en 3 ocasiones cada uno. El torneo se jugó sobre moqueta sintética en sus tres primeras ediciones.

## Palmarés

### Individual masculino
| Año  | Campeón               | Subcampeón            | Resultado        |
| ---- | --------------------- | --------------------- | ---------------- |
| 1993 | Marc Rosset           | Jan Siemerink         | 6-2, 7-6(1)      |
| 1994 | Marc Rosset           | Arnaud Boetsch        | 7-6(6), 7-6(4)   |
| 1995 | Boris Becker          | Daniel Vacek          | 6-7(2), 6-4, 7-5 |
| 1996 | Guy Forget            | Cédric Pioline        | 7-5, 6-4         |
| 1997 | Thomas Enqvist        | Marcelo Ríos          | 6-4, 1-0, ret.   |
| 1998 | Thomas Enqvist        | Yevgueni Káfelnikov   | 6-4, 6-1         |
| 1999 | Fabrice Santoro       | Arnaud Clément        | 6-3, 6-3         |
| 2000 | Marc Rosset           | Roger Federer         | 2-6, 6-3, 7-6(5) |
| 2001 | Yevgueni Káfelnikov   | Sébastien Grosjean    | 7-6(5), 6-2      |
| 2002 | Thomas Enqvist        | Nicolas Escudé        | 6-7(4), 6-3, 6-1 |
| 2003 | Roger Federer         | Jonas Björkman        | 6-2, 7-6(6)      |
| 2004 | Dominik Hrbaty        | Robin Söderling       | 4-6, 6-4, 6-4    |
| 2005 | Joachim Johansson     | Ivan Ljubičić         | 7-5, 6-4         |
| 2006 | Arnaud Clément        | Mario Ančić           | 6-4, 6-2         |
| 2007 | Gilles Simon          | Marcos Baghdatis      | 6-4, 7-6(3)      |
| 2008 | Andy Murray           | Mario Ančić           | 6-3, 6-4         |
| 2009 | Jo-Wilfried Tsonga    | Michaël Llodra        | 7-5, 7-6(3)      |
| 2010 | Michaël Llodra        | Julien Benneteau      | 6-3, 6-4         |
| 2011 | Robin Soderling       | Marin Čilić           | 6-7(8), 6-3, 6-3 |
| 2012 | Juan Martin del Potro | Michaël Llodra        | 6-4, 6-4         |
| 2013 | Jo-Wilfried Tsonga    | Tomáš Berdych         | 3-6, 7-6(6), 6-4 |
| 2014 | Ernests Gulbis        | Jo-Wilfried Tsonga    | 7-6(5), 6-4      |
| 2015 | Gilles Simon          | Gaël Monfils          | 6-4, 1-6, 7-6(4) |
| 2016 | Nick Kyrgios          | Marin Čilić           | 6-2, 7-6(3)      |
| 2017 | Jo-Wilfried Tsonga    | Lucas Pouille         | 6-4, 6-4         |
| 2018 | Karén Jachánov        | Lucas Pouille         | 7-5, 3-6, 7-5    |
| 2019 | Stefanos Tsitsipas    | Mikhail Kukushkin     | 7-5, 7-6(5)      |
| 2020 | Stefanos Tsitsipas    | Félix Auger-Aliassime | 6-3, 6-4         |
| 2021 | Daniil Medvédev       | Pierre-Hugues Herbert | 6-4, 6-7(4), 6-4 |
| 2022 | Andrey Rublev         | Félix Auger-Aliassime | 7-5, 7-6(4)      |
| 2023 | Hubert Hurkacz        | Benjamin Bonzi        | 6-3, 7-6(4)      |
| 2024 | Ugo Humbert           | Grigor Dimitrov       | 6-4, 6-3         |
| 2025 | Ugo Humbert           | Hamad Medjedovic      | 7-6(4), 6-4      |

### Dobles masculino
| Año  | Campeones                                | Subcampeones                            | Resultado            |
| ---- | ---------------------------------------- | --------------------------------------- | -------------------- |
| 1993 | Arnaud Boetsch Olivier Delaitre          | Ivan Lendl Christo Van Rensburg         | 6-3, 7-6             |
| 1994 | Jan Siemerink Daniel Vacek               | Yevgueni Káfelnikov Martin Damm         | 6-7, 6-4, 6-1        |
| 1995 | David Adams Andréi Oljovski              | Rodolphe Gilbert Jean-Philippe Fleurian | 6-1, 6-4             |
| 1996 | Jean-Philippe Fleurian Guillaume Raoux   | Marius Barnard Peter Nyborg             | 6-3, 6-2             |
| 1997 | Thomas Enqvist Magnus Larsson            | Fabrice Santoro Olivier Delaitre        | 6-3, 6-4             |
| 1998 | Donald Johnson Francisco Montana         | Mark Keil T.J. Middleton                | 6-4 3-6, 6-3         |
| 1999 | Max Mirnyi Andréi Oljovski               | Pavel Vízner David Adams                | 7-5, 7-6(7)          |
| 2000 | Simon Aspelin Johan Landsberg            | Juan Ignacio Carrasco Jairo Velasco Jr  | 7-6(2), 6-4          |
| 2001 | Julien Boutter Fabrice Santoro           | Michael Hill Jeff Tarango               | 7-6(7), 7-5          |
| 2002 | Arnaud Clément Nicolas Escudé            | Max Mirnyi Julien Boutter               | 6-4, 6-3             |
| 2003 | Fabrice Santoro Sébastien Grosjean       | Tomáš Cibulec Pavel Vízner              | 6-1, 6-4             |
| 2004 | Mark Knowles Daniel Nestor               | Martin Damm Cyril Suk                   | 7-5, 6-3             |
| 2005 | Martin Damm Radek Štěpánek               | Mark Knowles Daniel Nestor              | 7-6(4), 7-6(5)       |
| 2006 | Martin Damm Radek Štěpánek               | Mark Knowles Daniel Nestor              | 6-2, 6-7(4), [10-3]  |
| 2007 | Michaël Llodra Arnaud Clément            | Mark Knowles Daniel Nestor              | 7-5, 4-6, [10-8]     |
| 2008 | Martin Damm Pavel Vízner                 | Yves Allegro Jeff Coetzee               | 7-6(0), 7-5          |
| 2009 | Arnaud Clément Michaël Llodra            | Julian Knowle Andy Ram                  | 3-6, 6-3, [10-8]     |
| 2010 | Julien Benneteau Michaël Llodra          | Julian Knowle Robert Lindstedt          | 6-4, 6-3             |
| 2011 | Ken Skupski Robin Haase                  | Julien Benneteau Jo-Wilfried Tsonga     | 6–4, 6–7(4), [13-11] |
| 2012 | Nicolas Mahut Édouard Roger-Vasselin     | Dustin Brown Jo-Wilfried Tsonga         | 3-6, 6-3, [10-6]     |
| 2013 | Rohan Bopanna Colin Fleming              | Aisam-ul-Haq Qureshi Jean-Julien Rojer  | 6-4, 7-6(3)          |
| 2014 | Julien Benneteau Édouard Roger-Vasselin  | Paul Hanley Jonathan Marray             | 4-6, 7-6(6), [13-11] |
| 2015 | Marin Draganja Henri Kontinen            | Colin Fleming Jonathan Marray           | 6-4, 3-6, [10-8]     |
| 2016 | Mate Pavić Michael Venus                 | Jonathan Erlich Colin Fleming           | 6-2, 6-3             |
| 2017 | Julien Benneteau Nicolas Mahut           | Robin Haase Dominic Inglot              | 6-4, 6-7(9), [10-5]  |
| 2018 | Raven Klaasen Michael Venus              | Marcus Daniell Dominic Inglot           | 6-7(2), 6-3, [10-4]  |
| 2019 | Jérémy Chardy Fabrice Martin             | Ben McLachlan Matwé Middelkoop          | 6-3, 6-7(4), [10-3]  |
| 2020 | Nicolas Mahut Vasek Pospisil             | Wesley Koolhof Nikola Mektić            | 6-3, 6-4             |
| 2021 | Lloyd Glasspool Harri Heliövaara         | Sander Arends David Pel                 | 7-5, 7-6(4)          |
| 2022 | Denys Molchanov Andrey Rublev            | Raven Klaasen Ben McLachlan             | 4-6, 7-5, [10-7]     |
| 2023 | Santiago González Édouard Roger-Vasselin | Nicolas Mahut Fabrice Martin            | 4-6, 7-6(4), [10-7]  |
| 2024 | Tomáš Macháč Zhizhen Zhang               | Patrik Niklas-Salminen Emil Ruusuvuori  | 6-3, 6-4             |
| 2025 | Benjamin Bonzi Pierre-Hugues Herbert     | Sander Gillé Jan Zieliński              | 6-3, 6-4             |